# Иванова, Валентина Ивановна (Герой Социалистического Труда)
Валентина Ивановна Иванова — советский хозяйственный и государственный деятель, Герой Социалистического Труда.

## Биография
Родилась в 1932 году в селе Сумское. Член КПСС.
В 1949—1985 — швея-мотористка Пензенской швейной фабрики имени Клары Цеткин Министерства легкой промышленности РСФСР.
Указом Президиума Верховного Совета СССР от 31 декабря 1973 года за выдающиеся успехи в выполнении заданий пятилетки и принятых социалистических обязательств на 1973 год, большой творческий вклад в увеличение производства товаров народного потребления и улучшение их качества присвоено звание Героя Социалистического Труда с вручением ордена Ленина и золотой медали «Серп и Молот».
Почетный гражданин города Пензы (27.01.1978).
Делегат XXVI съезда КПСС.
Живёт в Пензе.

## Награды и звания
- Герой Социалистического Труда (31.12.1973)
- Орден Ленина (31.12.1973)
- Орден Трудового Красного Знамени (05.04.1971, 17.03.1981)